# Doloplazy, Olomouc
Doloplazy là một làng thuộc huyện Olomouc, vùng Olomoucký, Cộng hòa Séc.